# Gelbwurz
Die Gelbwurz (Xanthorhiza simplicissima) ist die einzige Art der Pflanzengattung Xanthorhiza in der Familie der Hahnenfußgewächse (Ranunculaceae).

## Beschreibung

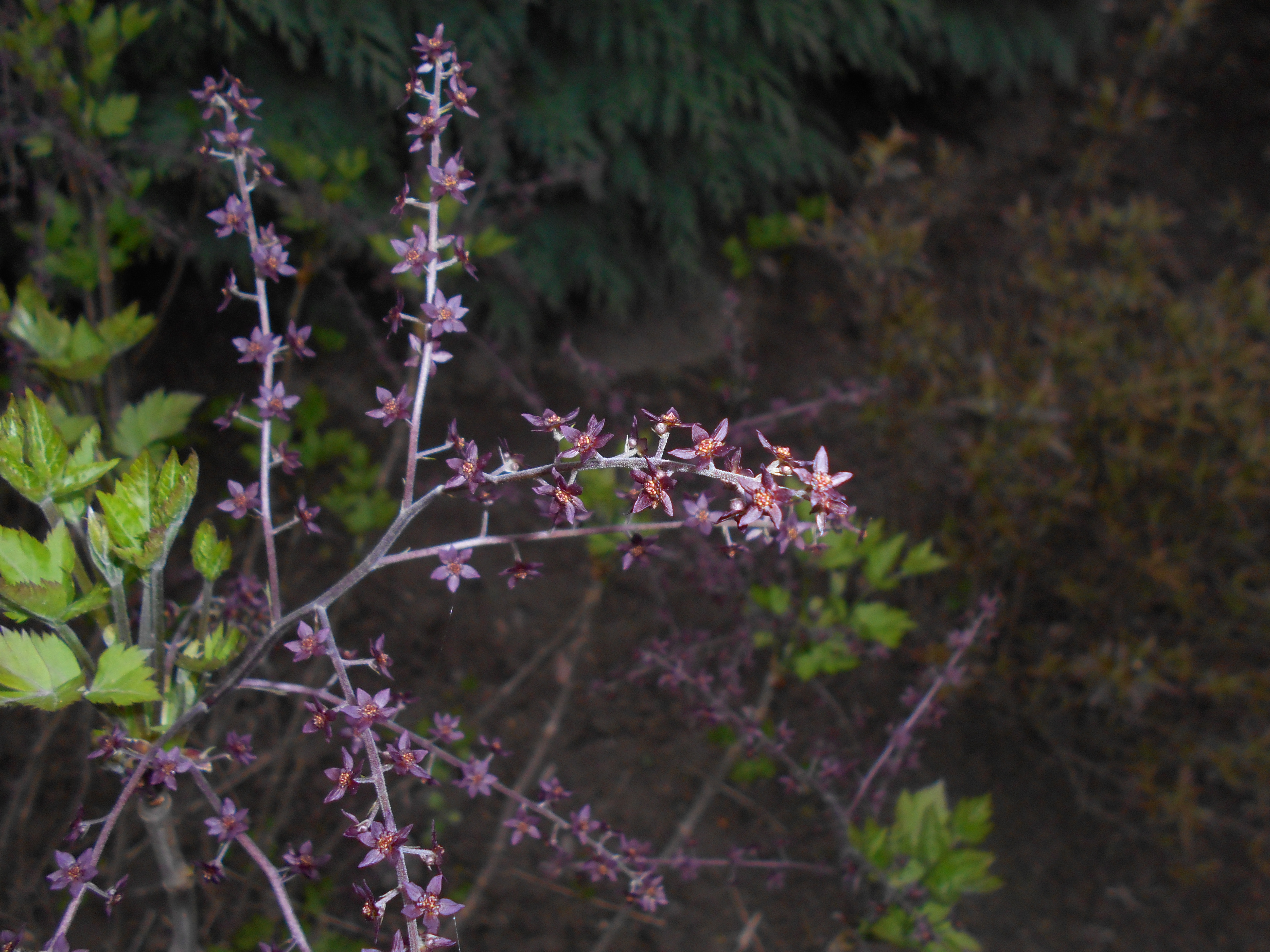
Blütenstand

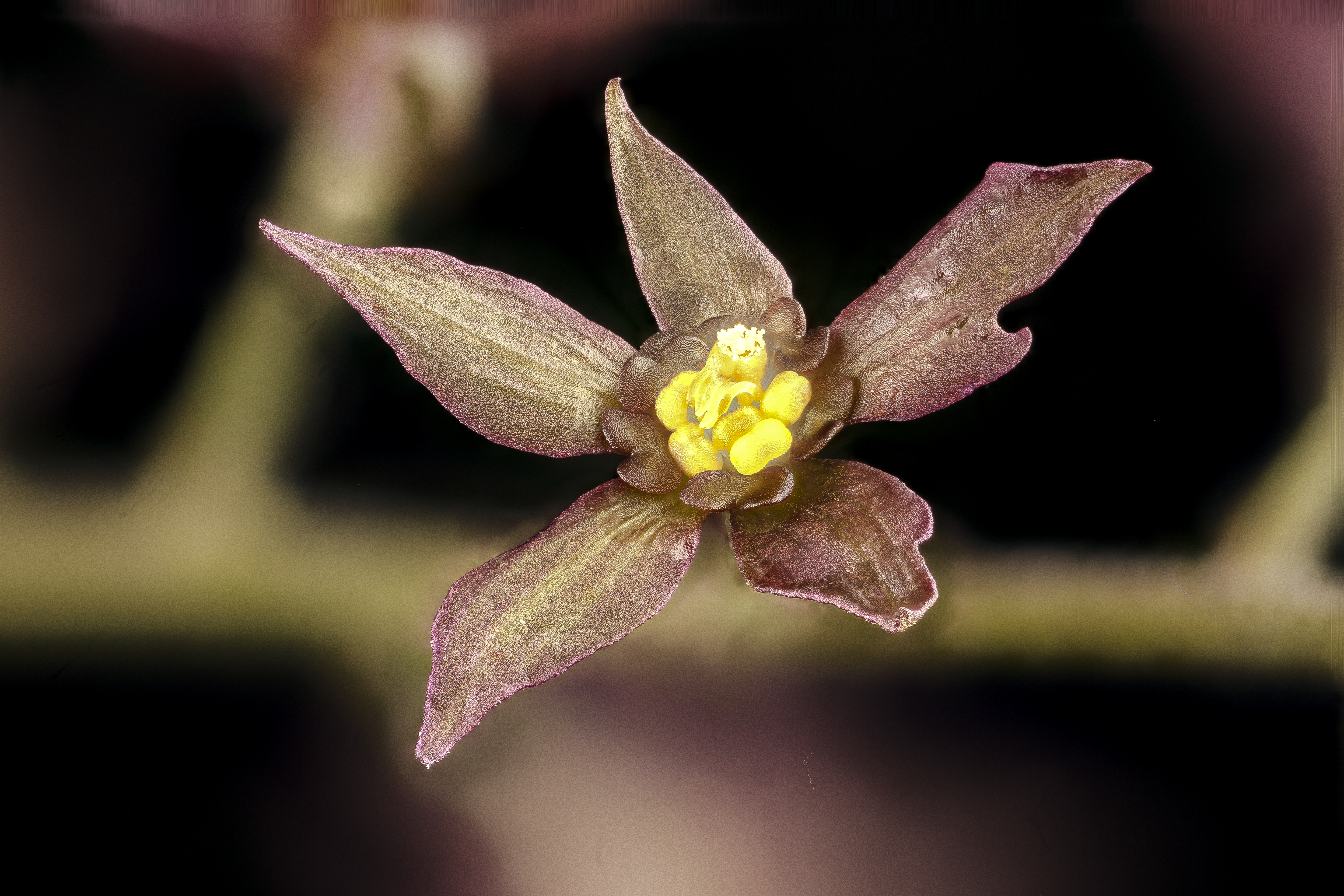
Blüte im Detail

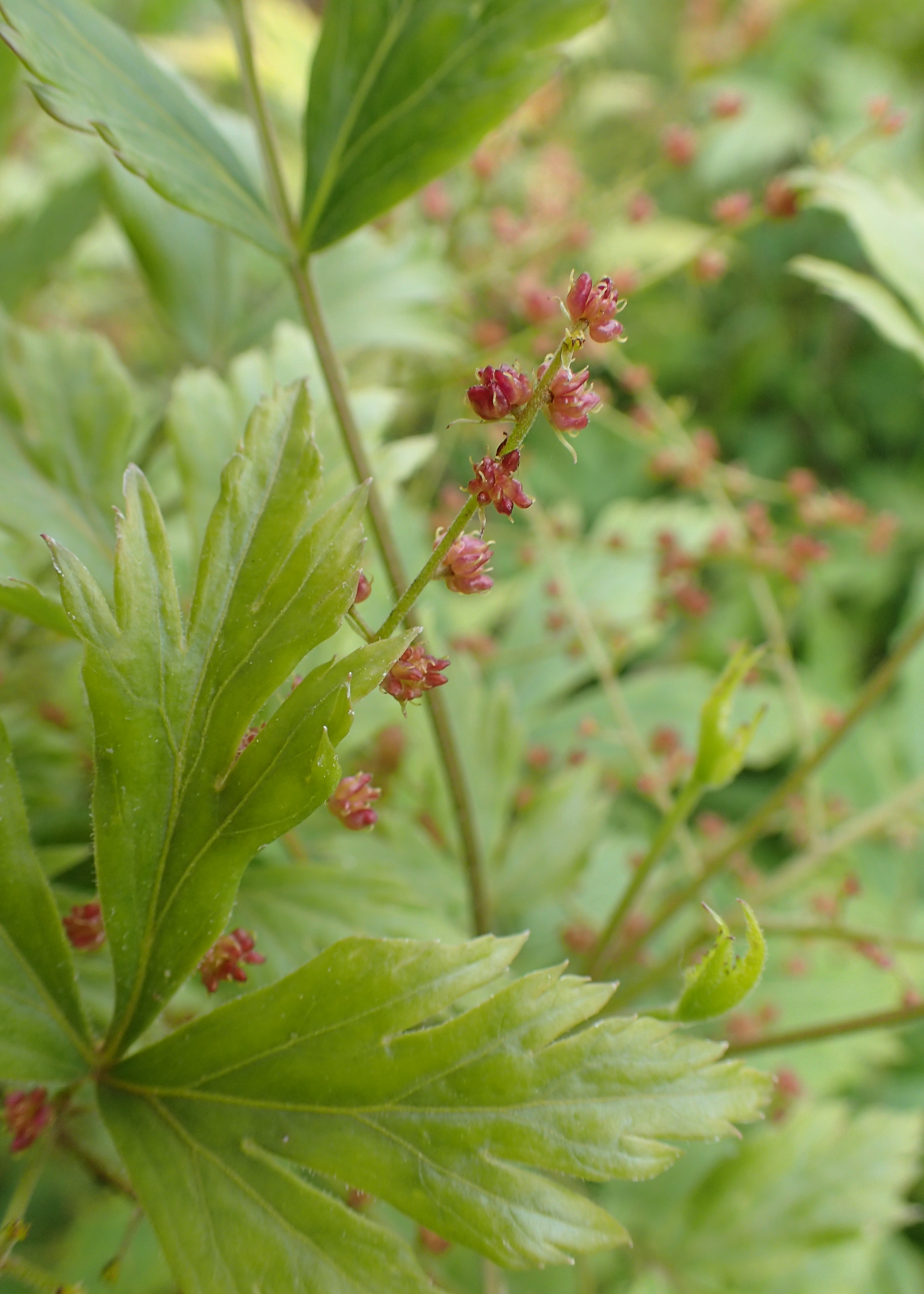
Fruchtstand

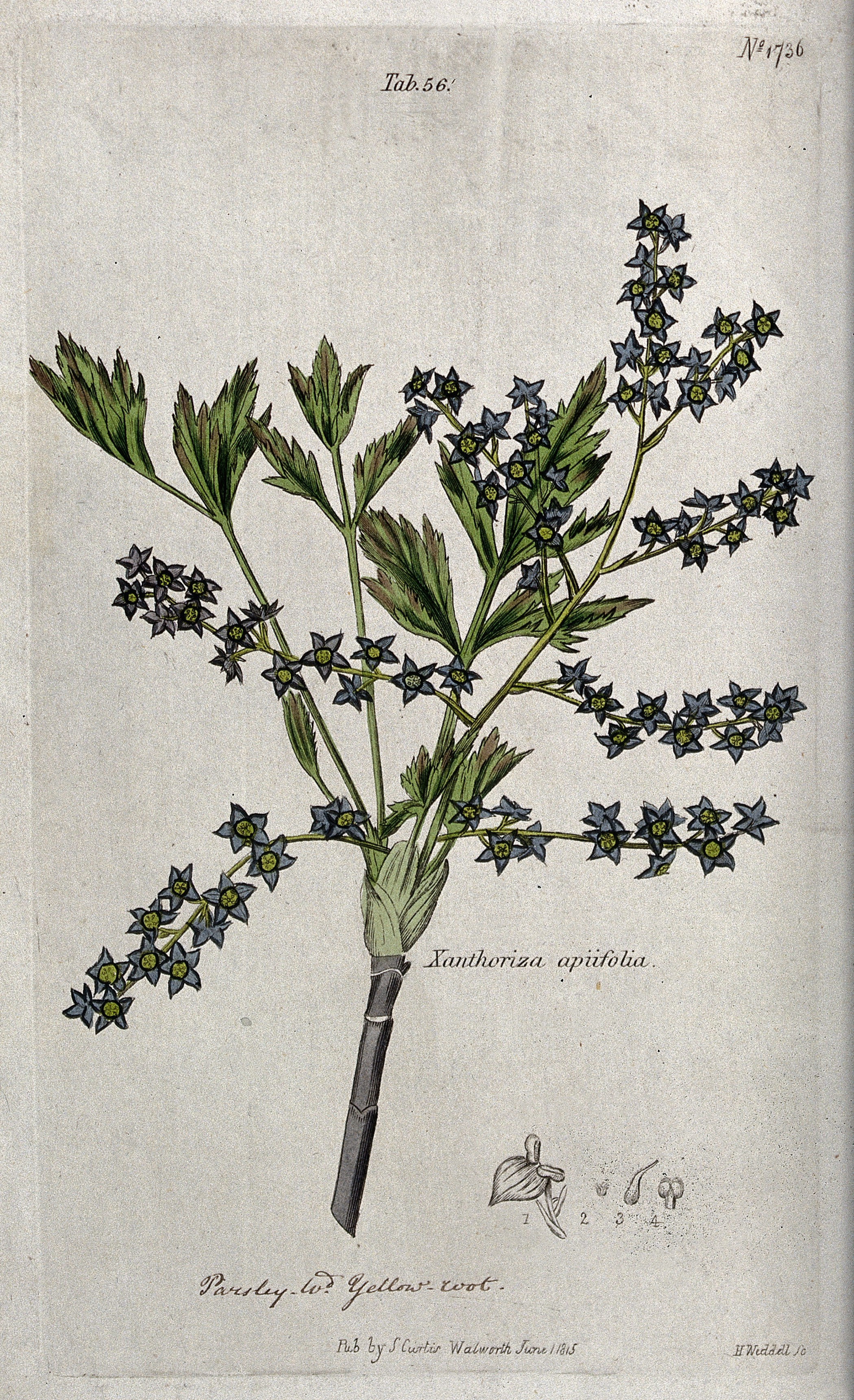
Illustration

### Vegetative Merkmale
Die Gelbwurz ist ein laubabwerfender Strauch, der Wuchshöhen von 20 bis 70 Zentimeter erreicht. Die oberirdischen Zweige sind relativ dünn. (Durchmesser 3 bis 6 Millimeter). Es werden lange, unterirdischen Rhizome gebildet. Wurzeln, Rhizome und die innere Rinde sind gelb.
Die wechselständig und an den Enden, Spitzen der Zweige gebüschelt angeordneten Laubblätter sind in Blattstiel und -spreite gegliedert. Sie sind mit Blattstiel bis etwa 18 Zentimeter lang. Die unpaarig gefiederte Blattspreite besitzt meist drei bis fünf Fiederblättchen. Die kurz gestielten bis sitzenden, 2,5 bis 10 Zentimeter langen sowie 2 bis 8 Zentimeter breiten und spitzen Blättchen besitzen zerschlitzte bis gesägte Blattränder. Die kahlen Blättchen sind ganz oder gelappt bis zerschnitten oder grob gezähnt.

### Generative Merkmale
Die Blütezeit reicht von April bis Mai. Der achselständige, übergebogene, lockere und fein behaarte, rötliche bis grünliche, rispige, bis 21 Zentimeter große Gesamtblütenstand mit pfriemlichen Tragblättern ist aus traubigen Teilblütenstände zusammengesetzt und enthält zahlreiche Blüten.
Die kleinen, zwittrigen und gestielten, radiärsymmetrischen Blüten sind fünfzählig mit doppelter Blütenhülle. Die fünf ausladenden und dunkelbraun-purpurfarbenen bis grünlich-gelben Kelchblätter sind 2,5 bis 5 Millimeter lang sowie etwa 2 Millimeter breit und spitz. Die fünf kleinen, braun-purpurfarbenen und kurz genagelten (schildförmigen) Petalen (Nektarblätter) sind zweilappig, nierenförmig und mit 0,5 bis 0,9 Millimeter viel kleiner als die Kelchblätter. Es sind fünf oder zehn kurze Staubblätter vorhanden. Die kurzen, meist fünf oder zehn, selten zwei oder fünfzehn und oberständigen, kahlen Stempel enthalten jeweils zwei Samenanlagen.
Die kleinen, einsamigen und gelblich-braunen, leicht aufgeblasenen Balgfrüchte sind 3 bis 4 Millimeter groß und stehen zu mehreren in Sammelbalgfrüchten zusammen. Die eiförmigen, glatten Samen sind rötlich-braun.
Die Chromosomenzahl beträgt 2n = 36.

## Vorkommen
Die Gelbwurz kommt in den südlichen bis östlichen, warmen bis gemäßigten USA an schattigen Ufern, in feuchten Wäldern, in Gebüschen und auf Felsbändern in Höhenlagen von 0 bis 1200 Meter vor.

## Taxonomie
Die Erstveröffentlichung von Xanthorhiza simplicissima erfolgte 1785 durch Humphry Marshall in Arbustrum Americanum, S. 167. Synonyme für Xanthorhiza simplicissima Marshall sind: Xanthorhiza apiifolia L'Hér., Actaea xanthorhiza E.H.L.Krause, Xanthorhiza tinctoria Woodf. Xanthorhiza simplicissima ist die einzige Art der Gattung Xanthorhiza aus der Tribus Coptideae in der Unterfamilie Coptidoideae innerhalb der Familie Ranunculaceae. Der Gattungsname Xanthorhiza setzt sich aus den altgriechischen Wörtern xanthos für „gelb“ und rhiza für „Wurzel“ zusammen.

## Nutzung
Die Gelbwurz wird selten als Zierpflanze für Gehölzgruppen genutzt. Sie ist seit spätestens 1776 in Kultur.
Die unterirdischen Pflanzenteile werden medizinisch genutzt, auch kann ein gelber Farbstoff daraus gewonnen werden.